# میامی تاون‌شیپ، شهرستان کلرمونت، اوهایو
میامی تاون‌شیپ (به انگلیسی: Miami Township) یک منطقهٔ مسکونی در ایالات متحده آمریکا است که در شهرستان کلرمونت، اوهایو واقع شده‌است. میامی تاون‌شیپ ۸۶٫۶ کیلومتر مربع مساحت و ۴۰٬۸۴۸ نفر جمعیت دارد و ۲۴۶ متر بالاتر از سطح دریا واقع شده‌است.